# Bruno Neveu
Pour les articles homonymes, voir Neveu.
Bruno Neveu est un historien français, membre de l’Institut, né le 4 novembre 1936 à Grenoble et mort le 24 mars 2004 à Raboueh (Liban).

## Biographie
Bruno Neveu suit des études de lettres classiques à Grenoble, avant d’entrer à l’École nationale des chartes en 1959. Il y obtient le diplôme d’archiviste paléographe grâce à une thèse intitulée Port-Royal et l'histoire : Sébastien Le Nain de Tillemont (1637-1698). Il est également diplômé de l’École pratique des hautes études (1965).
Dès sa sortie de l'École des chartes, il devient pensionnaire de la Fondation Thiers, ce qui lui permet de préparer dans de bonnes conditions sa thèse de troisième cycle (1966). Il est nommé membre de l’École française de Rome, où il poursuit de 1966 à 1969 ses recherches sur le jansénisme.
Il est alors chargé de recherche au CNRS et, après avoir soutenu sa thèse d’État en 1979, est nommé directeur d’études à l’École pratique des hautes études. Il est directeur de la Maison française d'Oxford de 1981 à 1984.
Bruno Neveu est docteur en droit public en 1993, et préside l’École pratique des hautes études de 1994 à 1998. Il préside la Société de l'histoire de France en 2001. Il meurt inopinément au cours d’un voyage de recherche au Liban en 2004.
Ses recherches ont essentiellement porté sur l'histoire culturelle et religieuse, dans leurs relations avec le politique.
Il était membre de l'Académie des sciences morales et politiques depuis 2001, ayant succédé dans la section "morale et sociologie" au recteur et historien du droit Jean Imbert. Son successeur dans cette académie, Xavier Darcos, y a prononcé son éloge en séance publique le 3 décembre 2007.

## Publications
- Un historien à l'École de Port-Royal : Sébastien Le Nain de Tillemont (1637-1698), 1966.
- Sébastien Joseph Du Cambout de Pontchâteau, 1634-1690, et ses missions à Rome d'après sa correspondance et des documents inédits, 1969.
- Correspondance du nonce en France Angelo Ranuzzi (1683-1689), éd., 1973.
- Éléments pour une histoire de la thèse, (en collaboration), 1993.
- L'Erreur et son juge. Remarques sur les censures doctrinales à l'époque moderne, 1993.
- Érudition et religion : aux XVIIe et XVIIIe siècles, 1994.
- Les facultés de théologie de l'Université de France (1808-1885), 1998.

## Distinctions
- Commandeur de l'ordre des Palmes académiques
- Commandeur de l'ordre des Arts et des Lettres
- Chevalier de la Légion d'honneur